# تمثال بوذا دوردينما
تمثال بوذا دوردينما هو تمثال ضخم لغوتاما بودا يقع في جبال بوتان بدأ تشييده في 2016 وذلك للأحتفال بالذكرى الستين لحكم الملك جيغمي سينغي وانغشوك  وتم الانتهاء منه في سبتمبر 2015.